# Elecciones parlamentarias de Islas Vírgenes Británicas de 2023
Las elecciones parlamentarias se llevaron a cabo en Islas Vírgenes Británicas el 24 de abril de 2023. El gobernante Partido de las Islas Vírgenes (vip) siguió siendo el partido más grande en la Cámara de la Asamblea, pero perdió su mayoría, lo que resultó en un parlamento sin mayoría.

## Trasfondo
Las elecciones son las primeras desde la Comisión de Investigación de 2021, que recomendó la suspensión de la constitución del Territorio después de constatar que "[c]asi en todas partes, se ignoran los principios de buena gobernanza, como la apertura, la transparencia e incluso el estado de derecho ". En última instancia, el gobierno del Reino Unido no actuó según esa recomendación.En respuesta al informe, el Territorio formó un "gobierno de unidad" que incluía en el Gabinete a miembros del opositor Partido Nacional Democrático (NDP) y del Movimiento Progresista de las Islas Vírgenes (PVIM).Las elecciones se producen también tras la detención del primer ministro del país , Andrew Fahie , en Estados Unidos, acusado de tráfico de drogas.Fahie fue destituido como Primer Ministro, representante de su distrito electoral y líder de su partido político. Natalio Wheatley lo sucedió como primer ministro y líder del partido.

## Sistema electoral
La Cámara de la Asamblea normalmente es electa por periodos de cuatro años. El Gobernador debe disolver la Cámara dentro de los cuatro años posteriores a la fecha en que la Cámara se reúne por primera vez después de una elección general, a menos que se haya disuelto antes. Una vez que la Cámara se haya disuelto, se deben celebrar elecciones generales después de al menos 21 días, pero no más de dos meses después de la disolución de la Cámara.
La Cámara de la Asamblea tiene un total de 15 miembros, 13 de los cuales son miembros elegidos por el público para servir por un período de cuatro años, más dos miembros ex officio sin derecho a voto: el Fiscal General y el presidente de la Cámara . De los 13 miembros electos, nueve son elegidos mediante voto mayoritario en distritos de un solo miembro, y cuatro son elegidos en todo el territorio "en general" mediante escrutinio mayoritario plurinominal.

## Formación de gobierno
Debido a la división de escaños, ningún partido había obtenido el control general de la Cámara de la Asamblea.Siguió un período de intensas discusiones entre los partidos para retirar miembros o intentar formar una coalición entre partidos.En 24 horas, Lorna Smith, que hizo campaña como miembro del NDP (y cuyo marido había encabezado tres gobiernos del NDP), acordó que se uniría al vip como una sola persona en la coalición para darles una mayoría funcional y mantenerlos en el poder. Casi inmediatamente se anunció que ella sería la vice primera ministra del nuevo gobierno.